# Cap Tedles
Cap Tedles är en udde i Algeriet.   Den ligger i provinsen Tizi Ouzou, i den norra delen av landet, 100 km öster om huvudstaden Alger.
Terrängen inåt land är kuperad. Havet är nära Cap Tedles norrut.Runt Cap Tedles är det tätbefolkat, med 383 invånare per kvadratkilometer. Närmaste större samhälle är Boudjima, 11,4 km söder om Cap Tedles. 